# Clubiona pikei
Clubiona pikei este o specie de păianjeni din genul Clubiona, familia Clubionidae, descrisă de Gertsch, 1941. Conform Catalogue of Life specia Clubiona pikei nu are subspecii cunoscute.